# Sanquerus
Sanquerus is een geslacht van kreeftachtigen uit de klasse van de Malacostraca (hogere kreeftachtigen).

## Soort
- Sanquerus validus (Herklots, 1851)